# Kınık
Kınık est une ville et un district de la province d'İzmir dans la région égéenne en Turquie.
La ville est située à environ 80 kilomètres au nord d'Izmir sur la route D-240.